# Schichau Seebeck
Schichau Seebeck war eine Werft in Bremerhaven. Sie war mit 320 Mitarbeitern (2008) spezialisiert auf Umbauten, Sektionsbau und Neubau kleiner Containerschiffe. Der Betrieb wurde zum 31. Juli 2009 geschlossen. Die Geschichte der Werft ist durch mehrere Fusionen, Insolvenzen und Neugründungen geprägt. Das Werftgelände mit dem Helgen, der Vormontagehalle sowie Werfthafen und Trockendocks wurde 2023 unter Bremer Denkmalschutz gestellt.

## Geschichte
Der Firmengründer Georg Seebeck (1845–1928) lernte den Beruf des Kupferschmieds und führte von 1871 bis 1876 die Kupferschmiede und die Reparaturwerkstatt der Witwe Schultz. 1876 gründete Seebeck in Geestemünde eine eigene Kupferschmiede und stellte unter anderem Rohre, Pumpen, Windmotoren, Torfstreumaschinen her. Er begann, obwohl dieser erste Betrieb nicht am Wasser lag, auch kleinere Boote aus Eisen zu fertigen. Ein erster Markstein war 1879 der Bau der Dampfbarkasse Minna mit der Baunummer 1. Es folgte 1886 die Erweiterung der Werft am Querkanal, also direkt am Wasser mit einem Eisenbahnanschluss. Im Oktober desselben Jahres trat auch Ferdinand Niedermeyer in das Unternehmen ein. Er widmete sich den kaufmännischen Aufgaben des erweiterten Betriebes und wurde später zum leitenden Direktor und zum Vorstandsmitglied. Im September 1889 nahm man eine eigene Gießerei in Betrieb. Die Werft beschäftigte zwischen 120 und 150 Mann.

### Übernahmen und Erweiterung

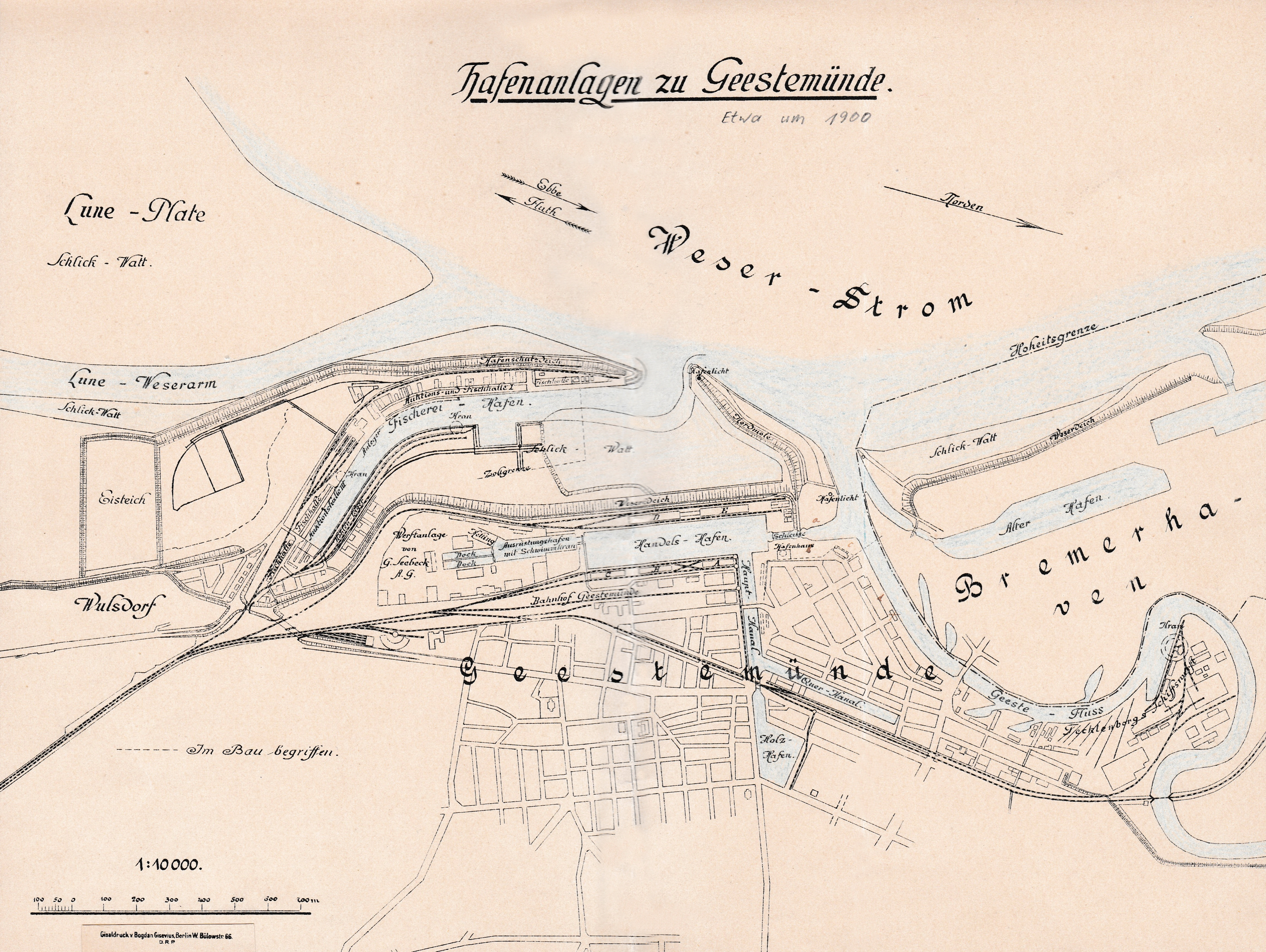
Geestemünder Häfen mit den Werften G. Seebeck und Joh. C. Tecklenborg (1900)

Im Mai 1891 übernahm Seebeck den 1853 gegründeten Dock- und Werftbetrieb Schau & Oltmanns, ließ einige ältere Hellinge erneuern und fügte eine weitere hinzu. Schon im September 1891 ließ man mit der Uranus für Gerhard Ihlder Junior den ersten Fischdampfer zu Wasser. 1892 folgten weitere fünf Fischdampfer, vier davon für den Bremerhavener Johann F. Lampe. Ein neues Terrain beschritt die Werft im Jahre 1894 mit der Verlängerung des Reichspostdampfers Stettin des Norddeutschen Lloyd. Ebenfalls 1894 bestellte Heinrich Hohnholz seinen ersten Fischdampfer bei Seebeck. Diese Geschäftsbeziehung erwies sich über die folgenden Jahrzehnte als so stark, dass Hohnholz mit wenigen Ausnahmen alle folgenden Fischdampfer hier orderte. Schon 1895 erwarb Seebeck die beiden auf dem rechten Ufer der Geeste gelegenen Dock- und Werftplätze von Carl Lange Johanns Sohn und H. F. Ullrichs. Letzterer Platz wurde zur Neubauwerft ausgebaut. Dabei kam eine Eigentümlichkeit der Seebeckwerft zum Tragen, man nutzte Baudocks, statt Ablaufbahnen. Am 28. Oktober 1895 wurde das Unternehmen zur G. Seebeck A.G., Schiffswerft, Maschinenfabrik und Trockendocks. 1901 übernahm Seebeck dann den Schiffbaubetrieb F. W. Wencke am rechten Ufer der Geeste.

### Der Werftneubau
Ab etwa 1904 begann Seebeck Ideen zum Bau einer neuen Werft zu entwickeln und im Herbst 1906 begannen die Bauarbeiten an der neuen Werft an ihrem heutigen Standort nahe dem südlich der Geeste gelegenen Fischereihafen von Bremerhaven. Im Frühjahr 1910 war die Werftanlage soweit vollendet, dass der Schiffbau in den Baudocks und dem Helgen begonnen werden konnte.

### Übernahme durch die AG Weser

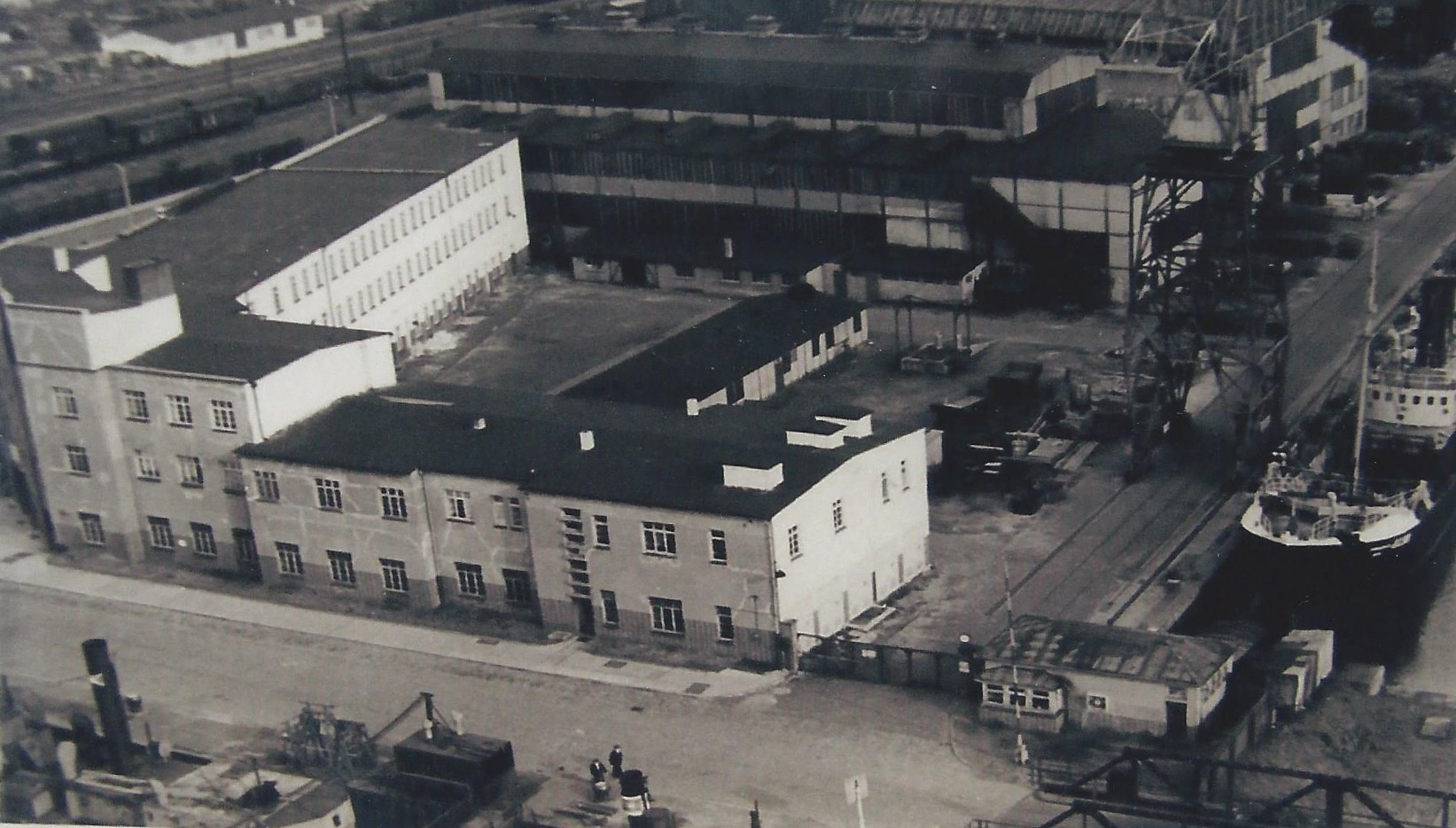
Seebeck (1946)

1928 wurde die Seebeckwerft zunächst als AG Weser, Werk Seebeck ein Teil des Deschimag-Konzerns, dessen Aktienmehrheit ab 1941 von der Friedrich Krupp AG gehalten wurde. Im Zweiten Weltkrieg produzierte die Seebeckwerft – auch mit Hilfe von ca. 850 Zwangsarbeitern – mehrere U-Boote für die Kriegsmarine. Dazu gehörten 16 Boote des Typs-IX C und IX C/40.

### Der Betrieb als Teil des Bremer Vulkan
Im Konzentrationsprozess des deutschen Schiffbaus wurde die Seebeckwerft 1987 Mitglied des Bremer Werftenverbundes mit der Holding Bremer Vulkan Verbund AG. Die Führung übernahm 1988 der Bremer Senatsdirektor im Wirtschaftsressort Friedrich Hennemann. Im selben Jahr 1988 fusionierte die Seebeckwerft mit der Schichau Unterweser AG (SUAG) zur Schichau Seebeckwerft. Dabei wurde das bisherige Werftgelände der SUAG stückweise zugunsten des Geländes der Seebeckwerft im Fischereihafen aufgegeben.
1994/95 begannen jedoch auch bei der Bremer Vulkan Verbund AG mit inzwischen über 22.000 Mitarbeitern Probleme, die 1996 schließlich in den Konkurs der Muttergesellschaft Bremer Vulkan mündeten. Dieser erfasste auch die Schichau Seebeckwerft, die im selben Jahr Konkurs anmeldete.

### Neugründung und Konkurs

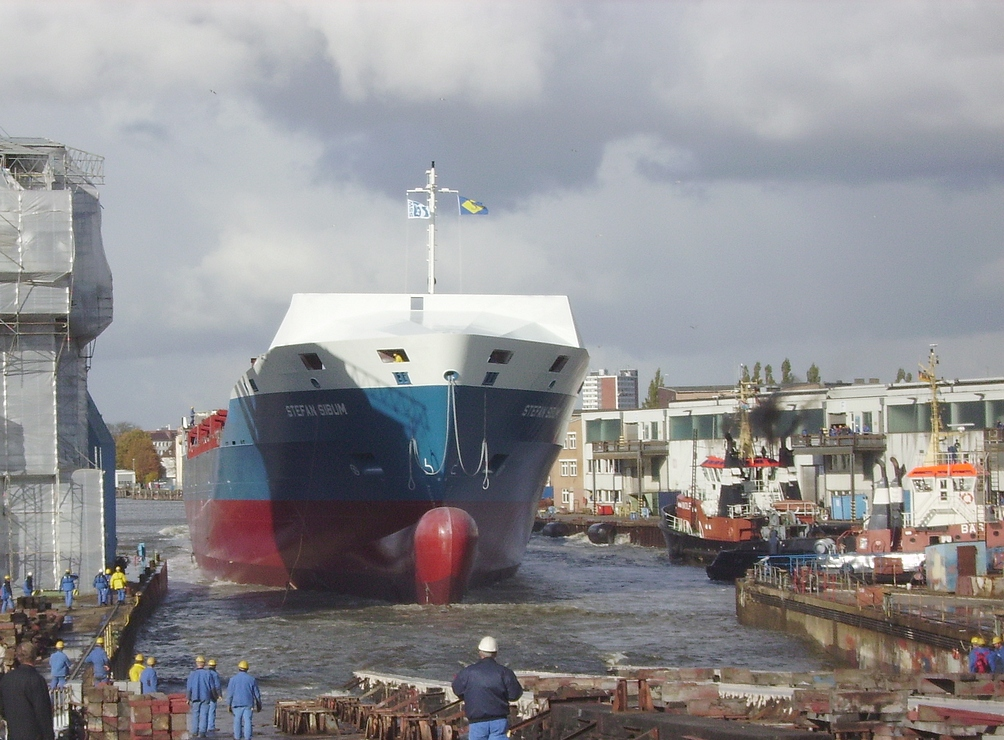
Stapellauf des Containerschiffes Stefan Sibum bei SSW am 17. Oktober 2008

Als Neugründung auf dem alten Gelände etablierte sich 1998 die SSW Fähr- und Spezialschiffbau GmbH. Der bisherige Reparaturbetrieb in einem anderen Becken der Fischereihäfen wurde als Bremerhavener Dockgesellschaft (BREDO) verselbstständigt. Die neue Werft fertigte vor allem Sektionen für Neu- und Umbauten anderer Werften. Für die TT-Line wurden 2001/02 die Fähren Nils Holgersson und Peter Pan als Eigenentwicklung gebaut. Die Schiffe erhielten erstmals modernste elektrische Antriebe mit Propellergondeln. Die Ablieferung verzögerte sich jedoch, da es Probleme u. a. auch mit den neuen Pod-Antrieben gab.
Die Entwicklung und der Bau des neuen Typs SSW Super 25, einem mittelgroßen Containerschiff mit einer Kapazität von 2500 TEU nach eigenem Entwurf brachte die Werft jedoch in eine wirtschaftliche Schieflage: Im Herbst 2002 musste abermals Insolvenz angemeldet werden.
Als Nachfolgebetrieb entstand 2003 die SSW Schichau Seebeck Shipyard GmbH. Im August 2007 wurde das erste von der SSW Schichau Seebeck Shipyard entwickelte Containerfeederschiff des 1000 TEU tragenden Typs SSW Super 1000 abgeliefert. Das zweite Schiff der Serie, die Grete Sibum, wurde im März 2008 abgeliefert.
Im April 2008 wurde die Werft SSW für 4,6 Millionen Euro von einer Investorengruppe gekauft, die das Werftgelände sanieren und den Betrieb in der bisherigen Form weiterführen wollte. Im Januar 2009 musste zum dritten Mal Insolvenz angemeldet werden. Seit Ende Juli 2009 ist der Werftbetrieb geschlossen.

## Die Schiffe der Werft
Der weitaus bekannteste Schiffstyp der Werft war der zwischen 1969 und 1980 in 55 Einheiten hergestellte Mehrzweckfrachter Seebeck 36L. Wie die meisten deutschen Werften hat sich auch SSW auf Nischenprodukte des Schiffbaus spezialisiert. Dazu gehören insbesondere kleinere Containerschiffe (sog. Feeder), Fähren und Kreuzfahrtschiffe.